# Trente-trois Kannon de Mikawa

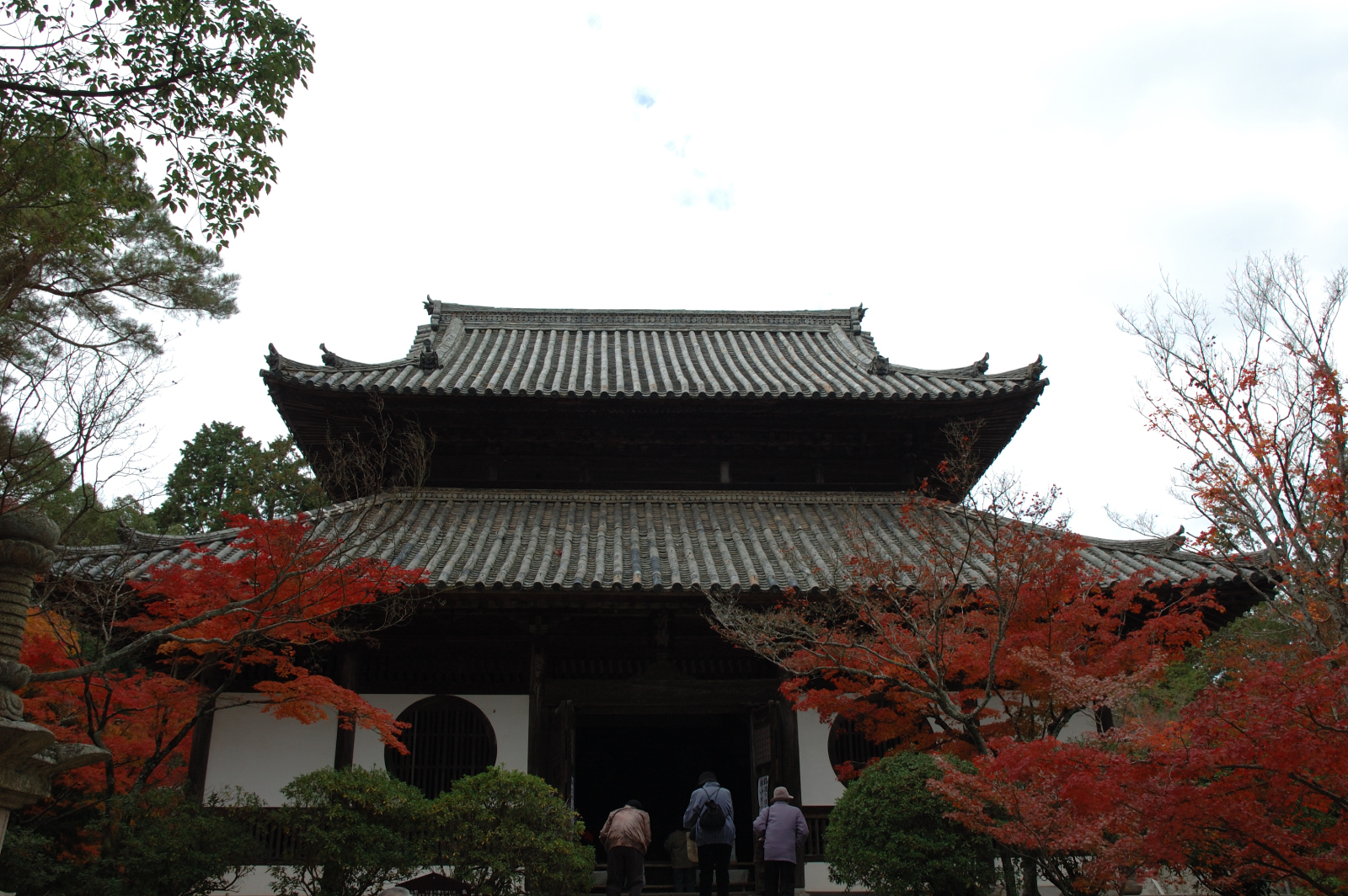
Le Hōfuku-ji

Les trente-trois Kannon de Mikawa (三河三十三観音, Mikawa Sanjūsan Kannon) sont une succession de temples bouddhistes de l'est de la préfecture d'Aichi au Japon, dont la plupart se trouvent près de la baie de Mikawa. Le nom provient de la province de Mikawa, ancien nom de la région.

## Les trente-trois Kannon
| No. | Name              | Japanese     | Sangō     | Sect     | Location     |
| --- | ----------------- | ------------ | --------- | -------- | ------------ |
| 1   | Hōfuku-ji         | 宝福寺       | I-yama    | Sōtō     | Okazaki      |
| 2   | Zuinen-ji         | 随念寺       |           | Jōdo shū | Okazaki      |
| 3   | Daiju-ji          | 大樹寺       | Jōdō-san  | Jōdo shū | Okazaki      |
| 4   | Kannon-ji         | 観音寺       |           | Sōtō     | Okazaki      |
| 5   | Shōō-ji           | 松応寺       |           | Jōdo shū | Okazaki      |
| 6   | Jōsei-in          | 浄誓院       |           | Jōdo shū | Okazaki      |
| 7   | Ryūkai-in         | 龍海院       |           | Sōtō     | Okazaki      |
| 8   | Anshin-in         | 安心院       |           | Sōtō     | Okazaki      |
| 9   | Kannon-ji         | 観音寺       |           | Jōdo shū | Okazaki      |
| 10  | Tokushō-ji        | 徳性寺       |           | Jōdo shū | Okazaki      |
| 11  | Ishin-ji          | 渭信寺       |           | Sōtō     | Okazaki      |
| 12  | Hōzō-ji           | 法蔵寺       | Nison-zan | Jōdo shū | Okazaki      |
| 13  | Tenkei-in         | 天桂院       |           | Sōtō     | Gamagōri     |
| 14  | Kaiō-ji           | 善応寺       |           | Jōdo shū | Gamagōri     |
| 15  | Eikō-ji           | 永向寺       |           | Jōdo shū | Gamagōri     |
| 16  | Risei-in          | 利生院       |           | Jōdo shū | Gamagōri     |
| 17  | Shinnyo-ji        | 真如寺       |           | Jōdo shū | Gamagōri     |
| 18  | Fuda-ji           | 補蛇寺       |           | Jōdo shū | Gamagōri     |
| 19  | Taizan-ji         | 太山寺       |           | Shingon  | Hazu (Aichi) |
| 20  | Myōzen-ji         | 妙善寺       |           | Jōdo shū | Hazu         |
| 21  | Tokurin-ji        | 徳林寺       |           | Jōdo shū | Hazu         |
| 22  | Unkō-ji           | 運光院       |           | Jōdo shū | Kira         |
| 23  | Shōbō-ji          | 正法寺       |           | Sōtō     | Kira         |
| 24  | Hōshu-in          | 宝珠院       |           | Sōtō     | Kira         |
| 25  | Seifuku-ji        | 西福寺       |           | Jōdo shū | Kira         |
| 26  | Kaizō-ji          | 海蔵寺       |           | none     | Kira         |
| 27  | Konren-ji         | 金蓮寺       |           | Sōtō     | Kira         |
| 28  | Kezō-ji           | 華蔵寺       |           | Rinzai   | Kira         |
| 29  | Jissōankokuzen-ji | 実相安国禅寺 |           | Rinzai   | Nishio       |
| 30  | Seigan-ji         | 盛巌寺       |           | Sōtō     | Nishio       |
| 31  | Kōzen-ji          | 康全寺       |           | Sōtō     | Nishio       |
| 32  | Hōgonni-ji        | 法厳尼寺     |           | Sōtō     | Nishio       |
| 33  | Chōen-ji          | 長円寺       |           | Sōtō     | Nishio       |

## Les cent Kannon de Tōkai
Les trente-trois Kannon de Mikawa associés aux trente-trois Kannon de Mino dans la préfecture de Gifu, aux trente-trois Kannon d'Owari dans l'ouest de la préfecture d'Aichi et au Toyokawa Inari constituent l'ensemble des cent Kannon de Tōkai.

## Référence
- (en) Cet article est partiellement ou en totalité issu de l’article de Wikipédia en anglais intitulé « Mikawa Thirty-three Kannon » (voir la liste des auteurs).